# 田村清顕
田村 清顕（たむら きよあき）は、初代征夷大将軍,坂上田村麻呂の子孫と称した戦国時代から安土桃山時代にかけての武将。陸奥国の戦国大名。田村氏25代当主。

## 生涯
田村隆顕の嫡男として誕生。父同様に英明な武将として知られ、父の死後、その跡を継ぎ当主となる。
佐竹氏や蘆名氏に対抗するため、一人娘の愛姫を伊達政宗の正室として嫁がせ、伊達軍の援軍を得ることで独立を保持した。伊達氏と清顕正室の実家である相馬氏との領土問題では、佐竹義重、岩城常隆を介入させ、伊達輝宗に圧力を加えて相馬義胤から丸森城を伊達氏に返還させる形で両者を和睦させた。これにより相馬の出であり清顕の正室である於北夫人の関与があった事と結果的に田村、相馬両家が依然として伊達家からも保守的な独立状態であったことが示される。
織田信長と誼を通じていたようで、天正3年（1575年）長篠合戦にて多くの兵を討ち取ったことを信長より書状にて伝えられている。この時、大膳大夫。
清顕には愛姫以外に子供、おもに男子ができなかったため、天正14年（1586年）に清顕が没するとその後釜をめぐって田村家中、及び伊達家と相馬家の間で再び争いが起きた。その後、伊達政宗により、清顕の弟・氏顕の子である宗顕が後継とされた。

## 系譜
- 父：田村隆顕（?-1574）
- 母：伊達稙宗娘
- 正室：於北 - 相馬顕胤娘、相馬盛胤の妹
  - 長女：愛姫（1568-1653） - 田村御前、陽徳院、伊達政宗正室
- 養子
  - 男子：田村宗顕（1574?-1648?） - 田村氏顕の子